# 關鍵51區 (東森)
《關鍵51區》為東森新聞台推出的週末談話節目，是《關鍵時刻》的姊妹節目。於2012年9月15日至2014年5月25日播出。先後由徐俊相、陳瑩擔任主持人。節目推出初期，為每週六及週日22:58－24:00播出。2013年10月起，週六播出時段取消，改為僅週日播出。2014年5月25日播出最後一集，2014年6月起停播。接檔節目為東森整點新聞。

## 主持人
- 徐俊相：東森新聞台、東森財經新聞台主播、主持人。
- 陳瑩：東森新聞台主播。

## 節目內容
相較於《關鍵時刻》，該節目更聚焦於外星人、UFO等超自然現象為主題。

## 外部連結
| 臺灣東森新聞台 星期六、日 22:58-00:00 | 臺灣東森新聞台 星期六、日 22:58-00:00   | 臺灣東森新聞台 星期六、日 22:58-00:00 |
| ------------------------------------- | --------------------------------------- | ------------------------------------- |
|                                       | 關鍵51區 （2012年9月15日 - 2013年10月） |                                       |
| —                                     | —                                       |                                       |
| 臺灣東森新聞台 星期日 22:58-00:00     |                                         |                                       |
| 待查                                  | 關鍵51區 （2013年10月 - 2014年5月25日） | 東森整點新聞 （2014年5月25日 - 待查） |